# Schonach im Schwarzwald
Schonach im Schwarzwald là một xã ở huyện Schwarzwald-Baar trong bang Baden-Württemberg thuộc nước Đức.